# Stockholm Taekwondo
Stockholm Taekwondo är en svensk idrottsförening inriktad på kampsporten taekwondo. Föreningen är baserad i Stockholm och har taekwondoutövare som tävlar både nationellt och internationellt på elitnivå.
Föreningen grundades av Angela Berndtson, som har representerat det svenska landslaget i taekwondo vid flera internationella mästerskap. Under sin karriär har hon bland annat tagit EM-silver, sju NM-guld, ett tiotal SM-guld och vunnit US Open.